# Idioma aritinngithigh
El idioma aritinngithigh (Aritinngayth, Arraythinngith) es una lengua aborigen australiana hablada una vez en Cabo York, Queensland.

## Fonología

### Fonemas consonantes
|               | Periférica | Periférica | Laminal | Laminal  | Apical     | Apical |
| Bilabial      | Velar      | Palatal    | Dental  | Alveolar | Retrofleja |        |
| ------------- | ---------- | ---------- | ------- | -------- | ---------- | ------ |
| Oclusiva      | p          | k          | c       | t̪        | t          |        |
| Fricativa     | β          | ɣ          |         | ð        |            |        |
| Nasal         | m          | ŋ          | ɲ       | n̪        | n          |        |
| Post-vibrante |            |            |         |          | tʳ         |        |
| Vibrante      |            |            |         |          | r          |        |
| Aproximante   | w          | w          | j       |          | l          | ɻ      |

### Fonemas vocales
|             | Anterior | Central | Posterior |
| ----------- | -------- | ------- | --------- |
| Cerrada     | i        | ʉ       | u         |
| Semiabierta | æ        |         |           |
| Abierta     | a        | a       | a         |